# Zastava M76
Lo Zastava M76 è un fucile di precisione semiautomatico moderno sviluppato e prodotto dall'industria Zastava Arms di Kragujevac in Serbia.

## Storia
Quest'arma fu la protagonista dell'assedio di Sarajevo durante la guerra serbo-bosniaca, periodo in cui i tiratori serbi, dislocati sulle colline circostanti Sarajevo tenevano sotto tiro la maggior parte delle strade della città. Rimase in produzione fino al 22 aprile 1999, giorno in cui tre missili BGM-109 Tomahawk rasero al suolo la fabbrica Zastava arms factory di Kragujevac durante la guerra del Kosovo, ma è in dotazione tutt'oggi alle truppe serbe.
L'M76 è un'arma dalla caratteristiche uniche, e per questo è utilizzata a tutt'oggi, progettata per utilizzare un silenziatore con innesto a baionetta inserito direttamente sopra il rompifiamma e bloccato da due serie di quattro falangi.

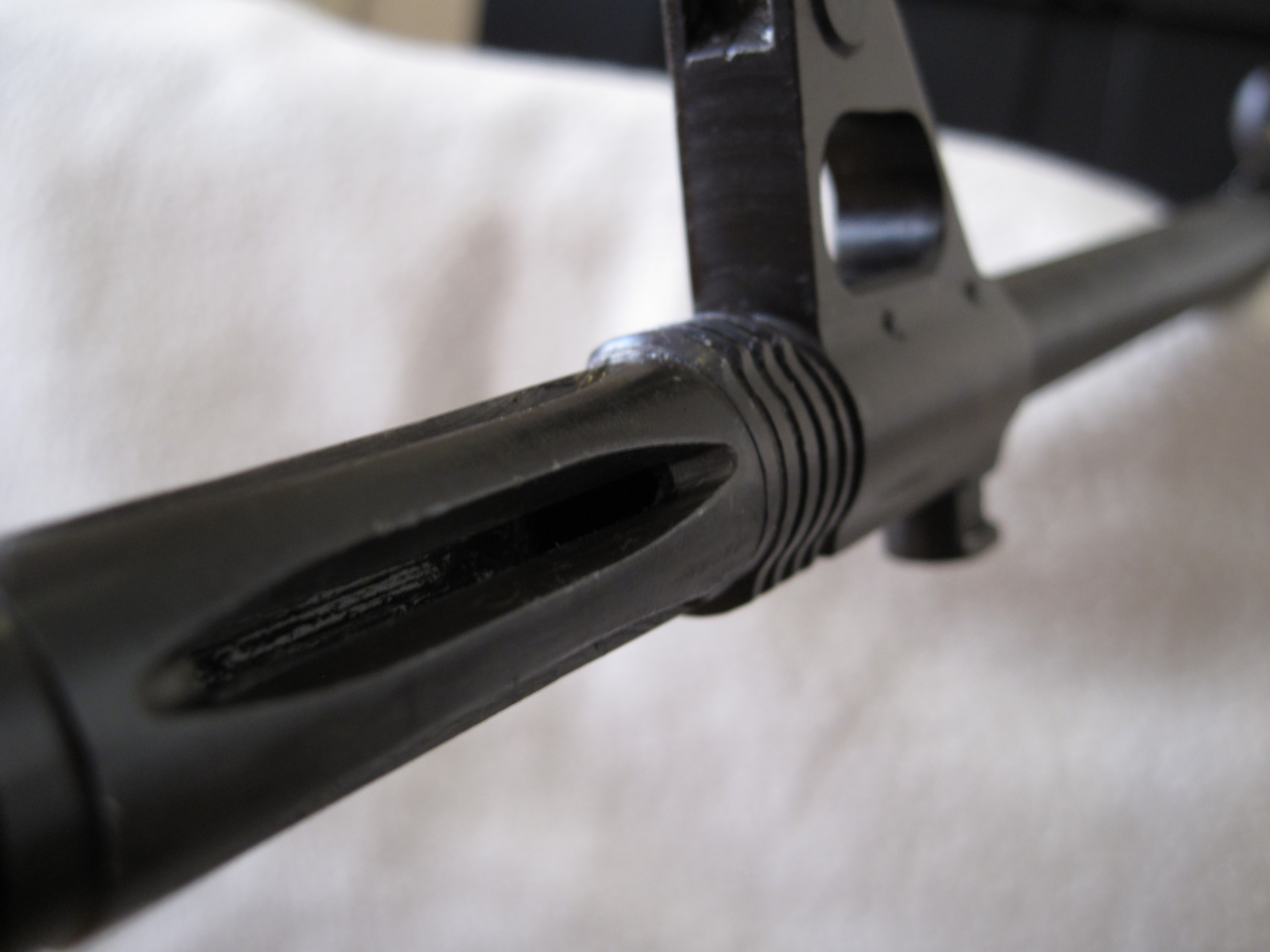
Particolare dell'attacco del silenziatore sul rompifiamma

## Meccanica
Fondamentalmente lo Zastava M76 si ispira alla meccanica dell'AK-47 e si pone come "concorrente" del Dragunov russo. Pur utilizzando una cartuccia 7,92 × 57 mm Mauser offre prestazioni balistiche di buon livello, con una dispersione di tiro di 1,5-2 minuti d'angolo (MOA). Il castello è ricavato dal pieno, il blocco di ritegno della canna ne è parte integrante. La canna, in acciaio al carbonio, è avvitata a caldo e bloccata tramite una spina passante. La meccanica è ispirata da quella del Kalašnikov, ma progettata per il solo funzionamento in semiautomatico.
Una prima miglioria rispetto all'AK-47 sta nella presenza di un bilanciere che inibisce lo sblocco del cane nel caso in cui l'otturatore non sia completamente in chiusura. La leva della sicura lavora solo quindi su due posizioni, J (fuoco) e U (sicura), internamente ha un dente meno pronunciato dell'AK-47, non dovendo fungere anche da selettore per tiro a raffica.
La molla interna del cane è del tipo a treccia e svolge anche la funzione di tenere in sede le varie spine attorno alle quali ruotano i meccanismi dello scatto.
Il riarmo è affidato da un pistone a corsa lunga (come nell'AK-47) solidale all'otturatore (nel Dragunov invece si utilizza un pistone a corsa breve).
L'otturatore va in chiusura tramite tre tenoni, di cui uno ha anche la funzione di guida per la rotazione. Come nell'AKM (la versione modernizzata dell'AK-47), è presente una protuberanza sopra la zona di battuta del cane, che inibisce la percussione del percussore nel caso l'otturatore non sia completamente in chiusura.
L'estrattore è di tipo ad unghia, inserito nell'otturatore, l'espulsore è invece un foglio di lamiera saldato nel castello. Un'altra innovazione consiste nel condotto di presa del gas, nel quale è presente una valvola per la regolazione della quantità di gas necessaria ad eseguire il ciclo di riarmo. Il sistema di sfogo dei gas in eccesso avviene su un foro praticato anteriormente, anziché tramite le quattro scanalature laterali dell'AK-47.

## Ottica
Lo Zastava M76 è dotato di tacca di mira regolabile da 0 a 1000 m con intervalli di 100 m; il mirino è di tipo a palo protetto da due alette. Tutto ciò viene usato però come sistema d'emergenza, in quanto il fucile è dotato di ottica Zrak ON-M76B montata su una guida fissata sul lato sinistro del castello tramite quattro ribattini.

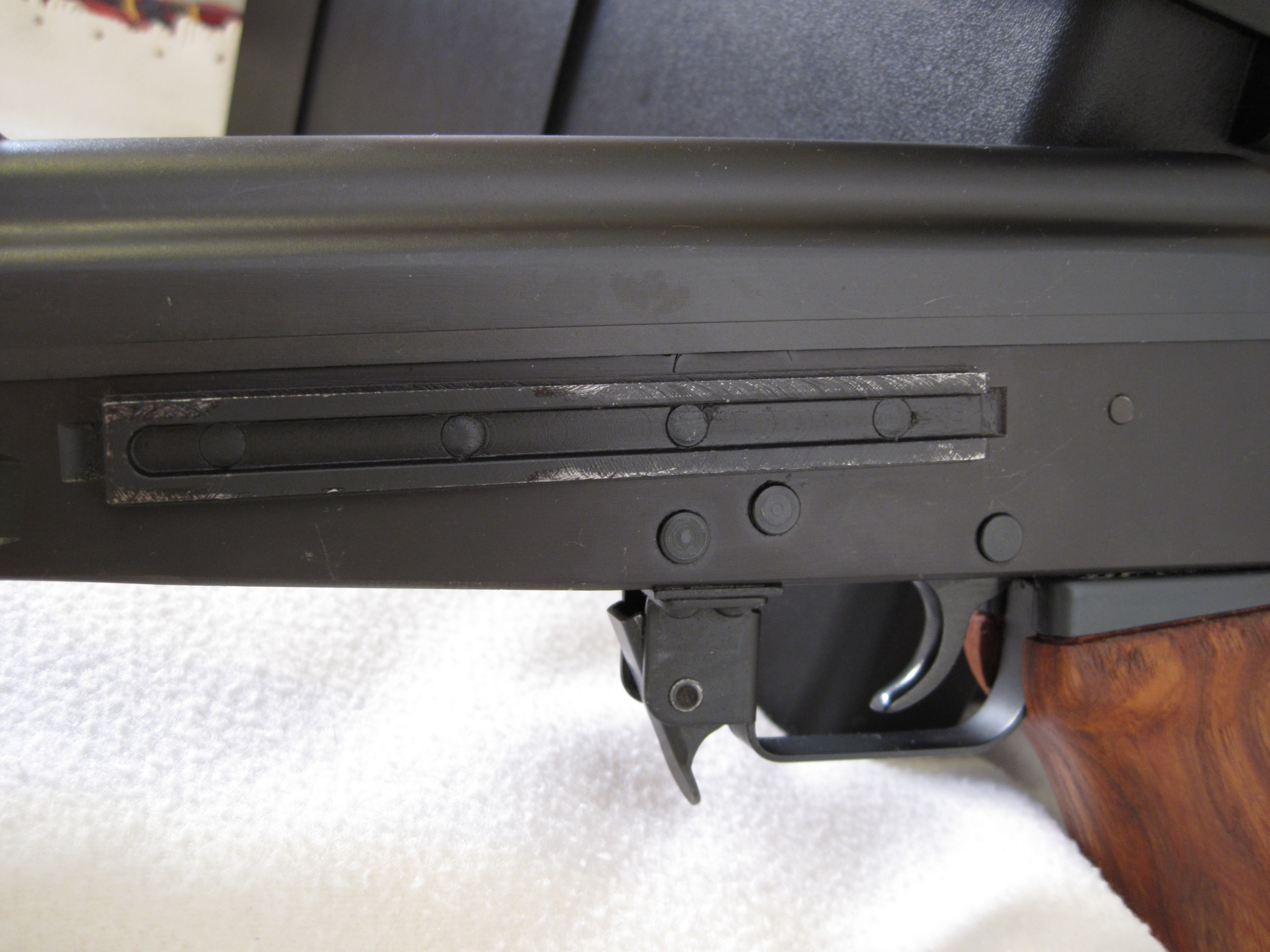
Guida di attacco dell'ottica.

## Varianti
Sono prodotte anche due varianti specifiche per il mercato d'esportazione, una nel calibro .308 Winchester e l'altra nel calibro 7,92 × 57 mm Mauser.

## Utilizzatori
- Bosnia ed Erzegovina
- Cipro
- Corea del Nord – Produzione locale
- Croazia
- Macedonia del Nord
- Montenegro
- Serbia

## Aspetti legali

### Normativa italiana
In Italia, lo Zastava M76 è classificato dal Catalogo nazionale delle armi comuni con la relativa qualità legale di arma da caccia.
In Italia le carabine M76 camerate in cal. 8 Mauser sono state sequestrate su ordine della Procura di Brescia perché accertamenti del Banco Nazionale di Prova avrebbero fatto emergere un difetto di fabbricazione che potrebbe far esplodere colpi a raffica anziché a colpo singolo.
Con Ordinanza nr. 13742/15 R.G.G.I.P. in data 22/03/2021, il Giudice per le Indagini preliminari del Tribunale di Brescia, dott. Carlo Bianchetti, ha disposto il dissequestro e la restituzione di 380 Zastava M76 per i quali i legittimi proprietari avevano avanzato, nei tempi indicati dal medesimo Tribunale, istanza di dissequestro. 

## Galleria d'immagini

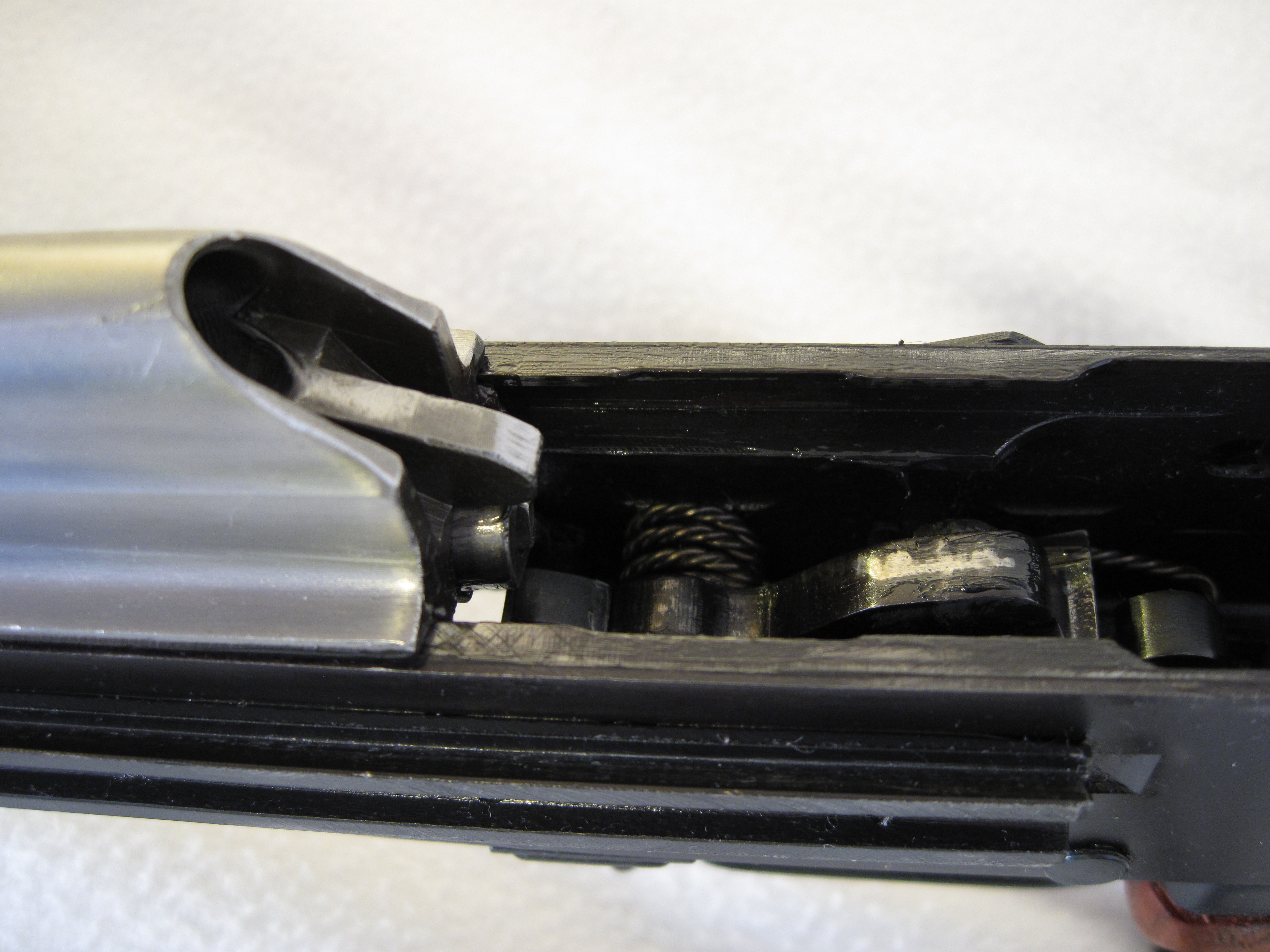
Otturatore non completamente chiuso
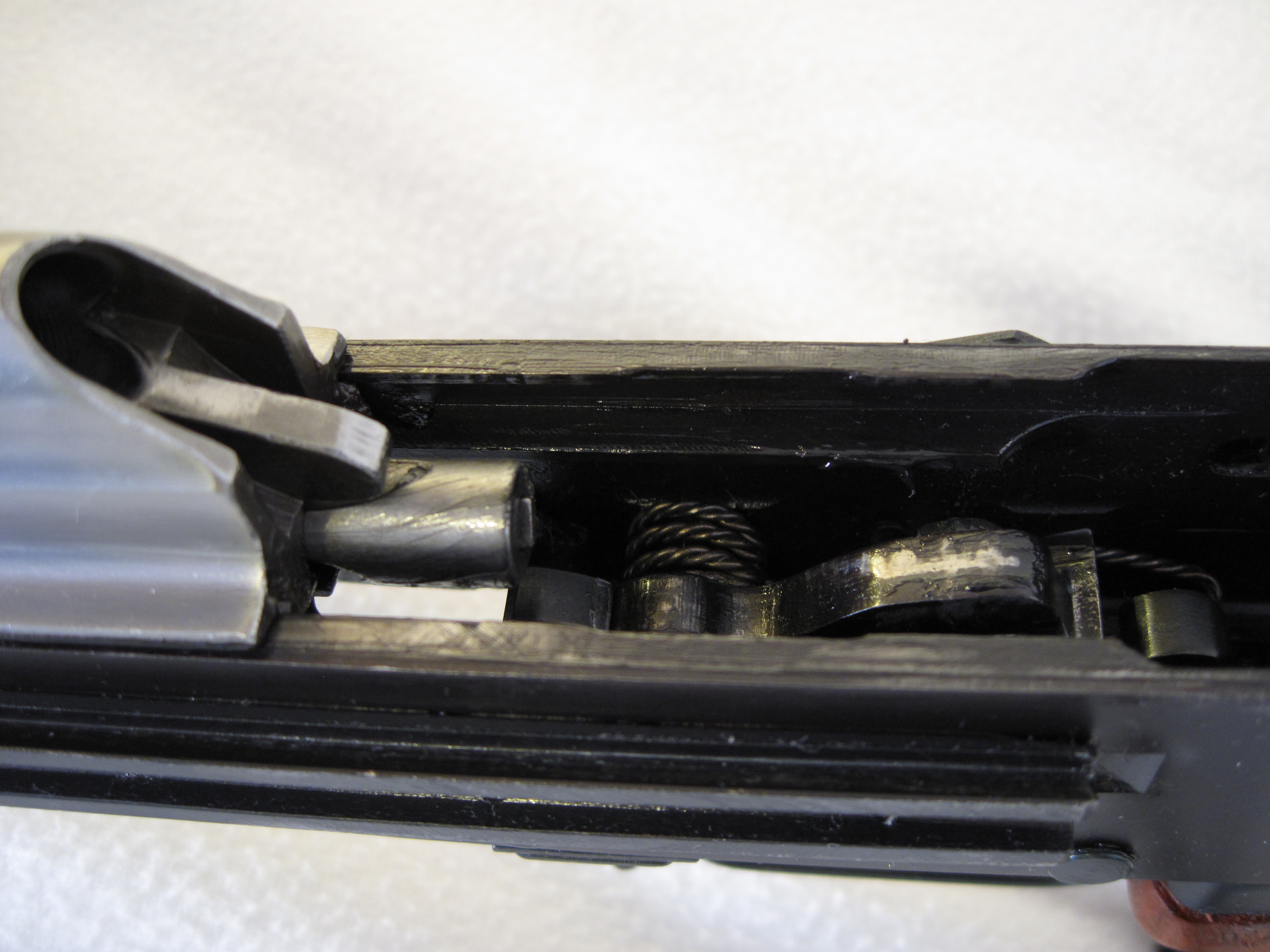
Otturatore chiuso
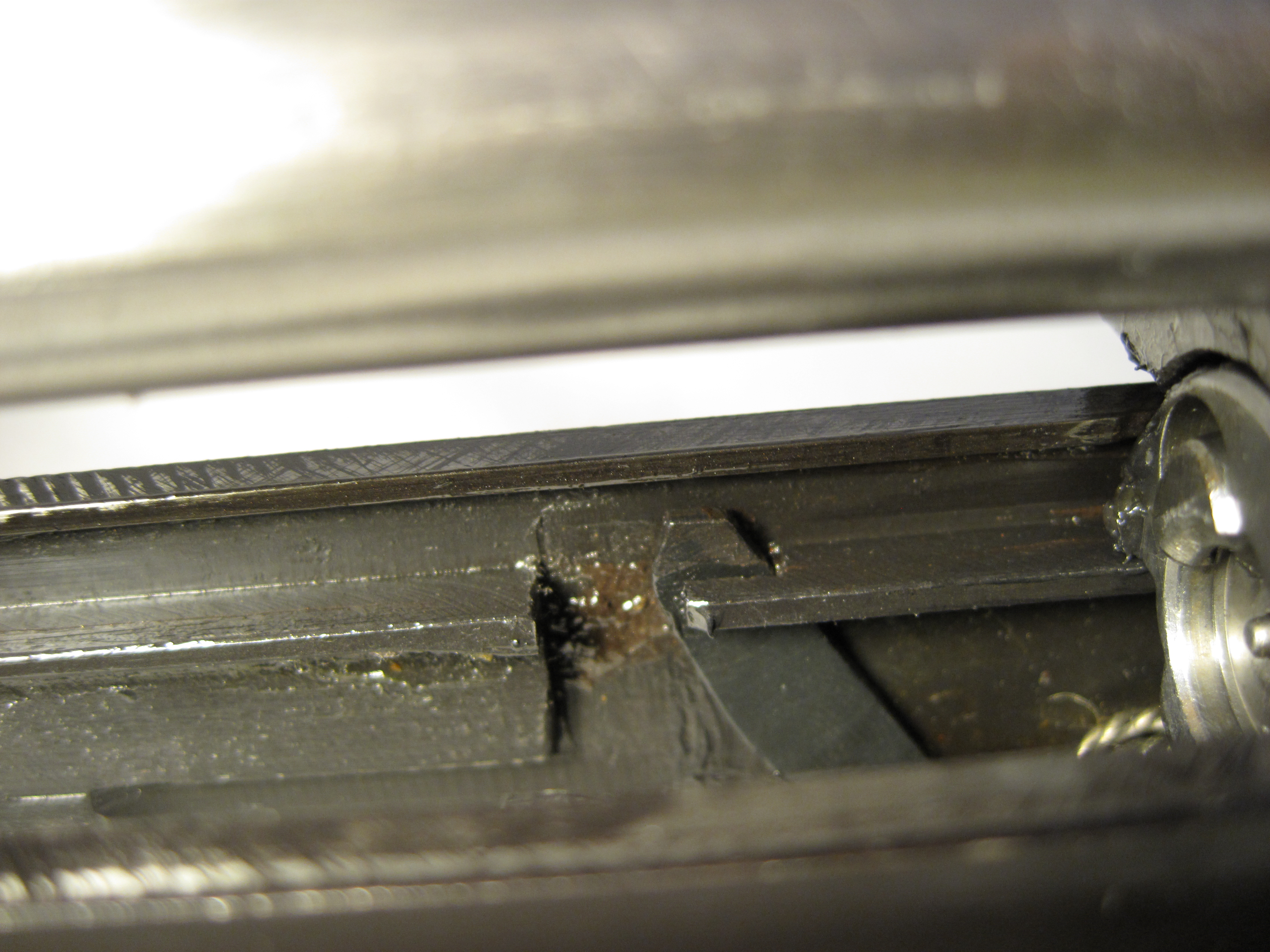
Bilanciere che sblocca il cane solo quando l'otturatore è in completa chiusura
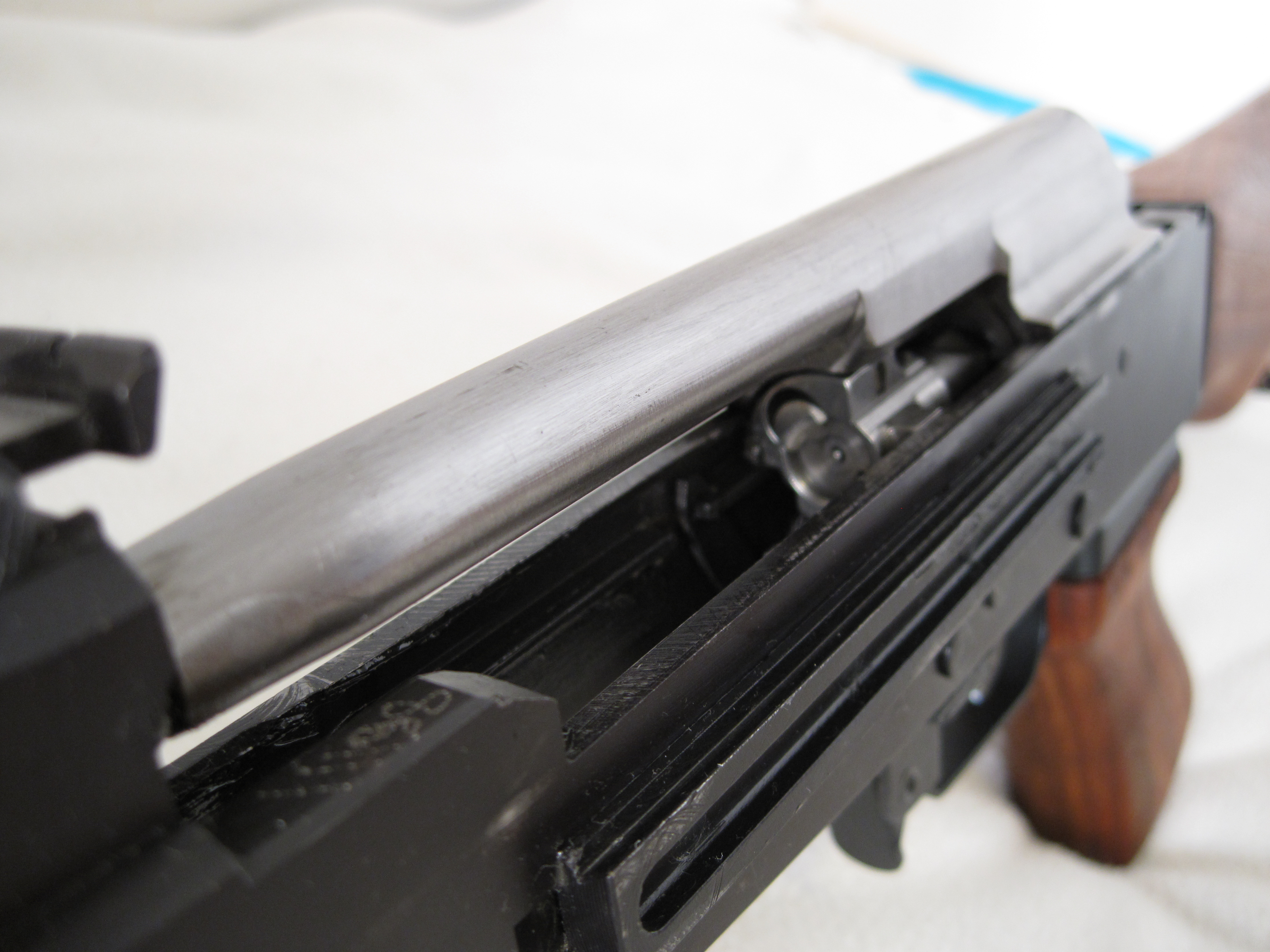
Pistone a corsa lunga (solidale all'otturatore)
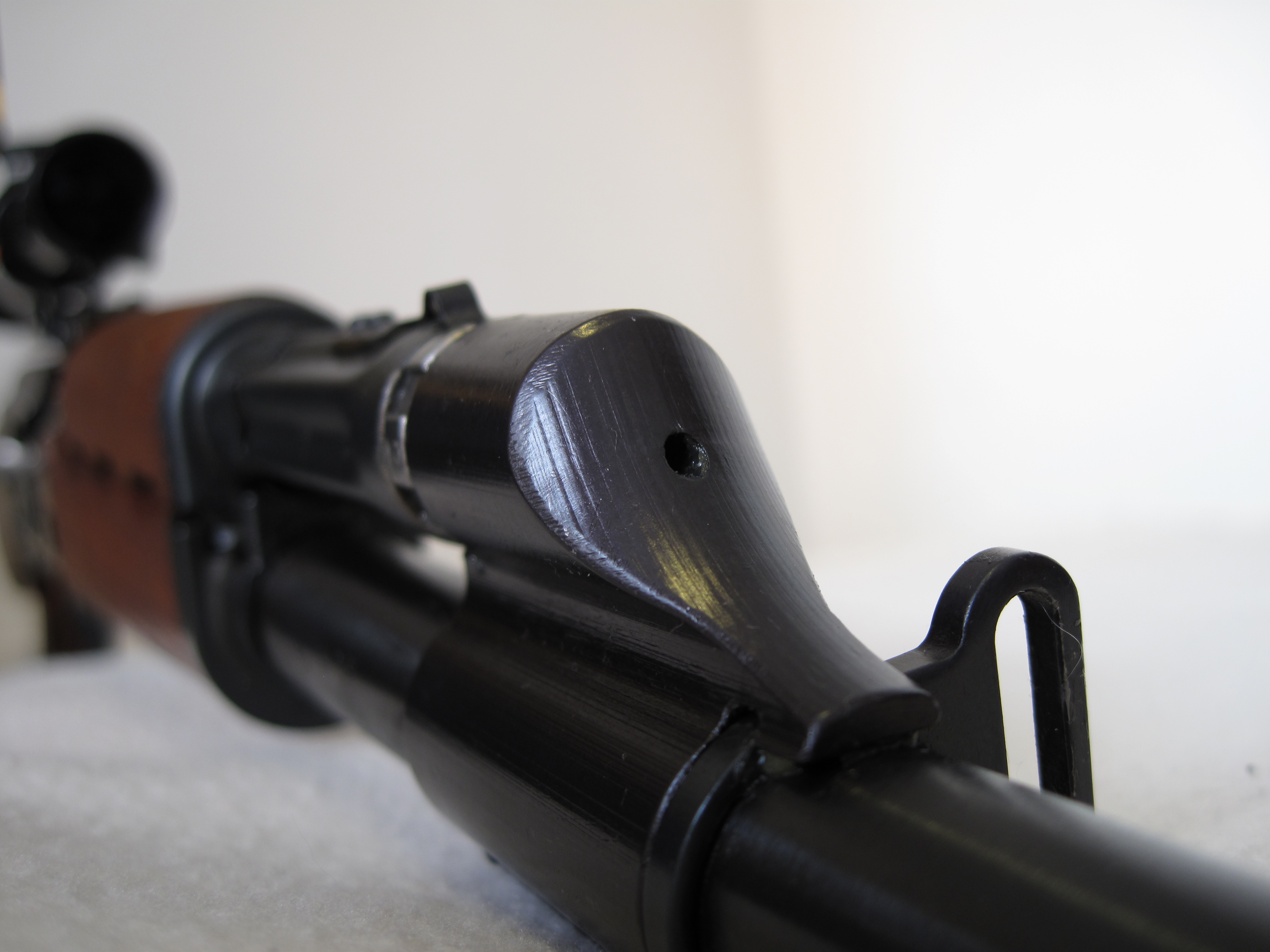
Foro di sfogo dei gas in eccesso
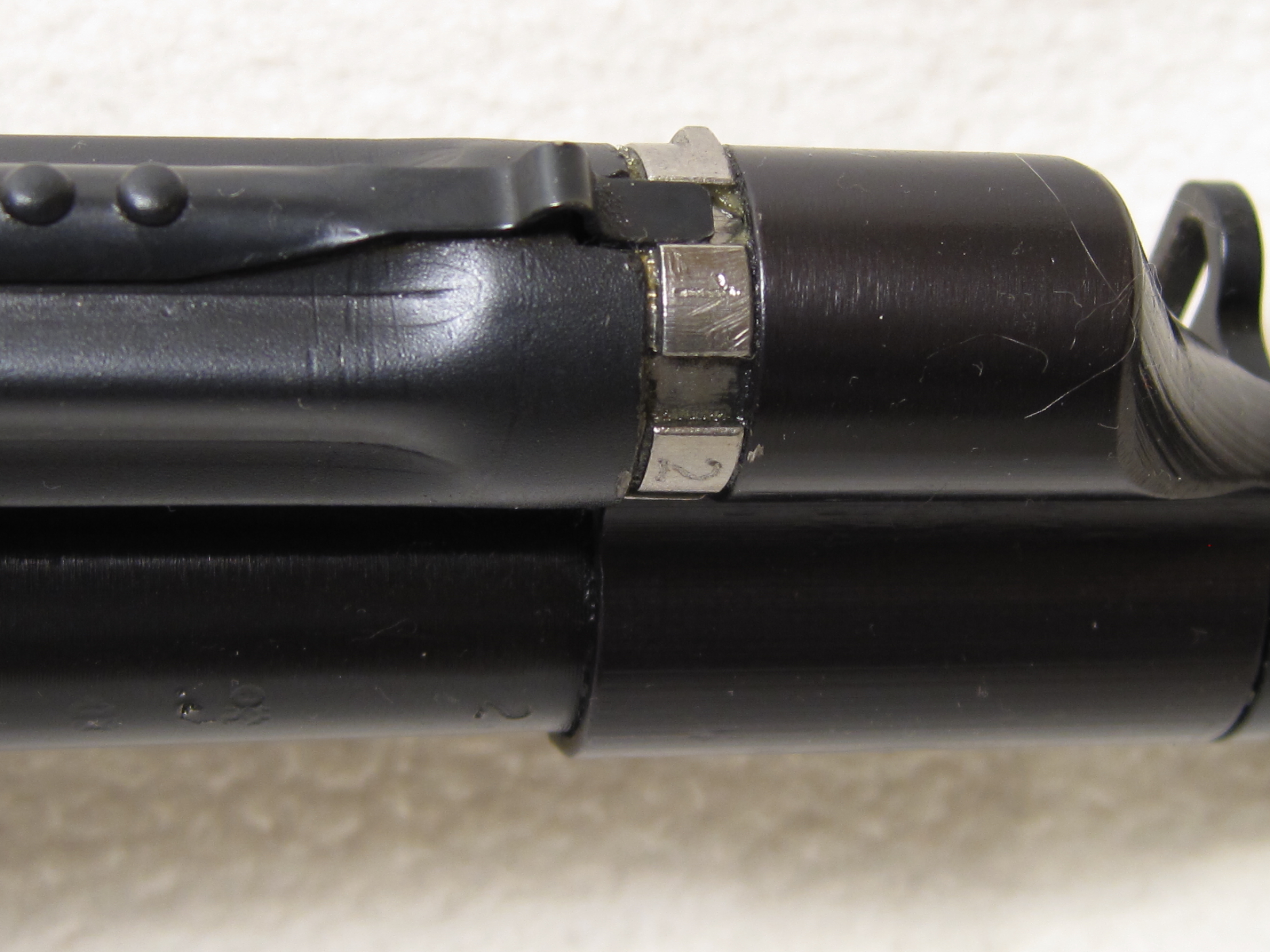
Valvola di regolazione della presa gas